# 巴霍維奇卡河
巴霍維奇卡河（羅馬化：Bahovychka）是烏克蘭的河流，流經該國西部赫梅利尼茨基州卡緬涅茨-波多利斯基區，發源自阿布里科西夫卡以北，河道全長22公里，流域面積74.3平方公里。